# Phragmipedium klotzschianum
Phragmipedium klotzschianum là một loài lan được tìm thấy từ đông nam Venezuela đến Guyana và miền bắc Brasil.

## Hình ảnh

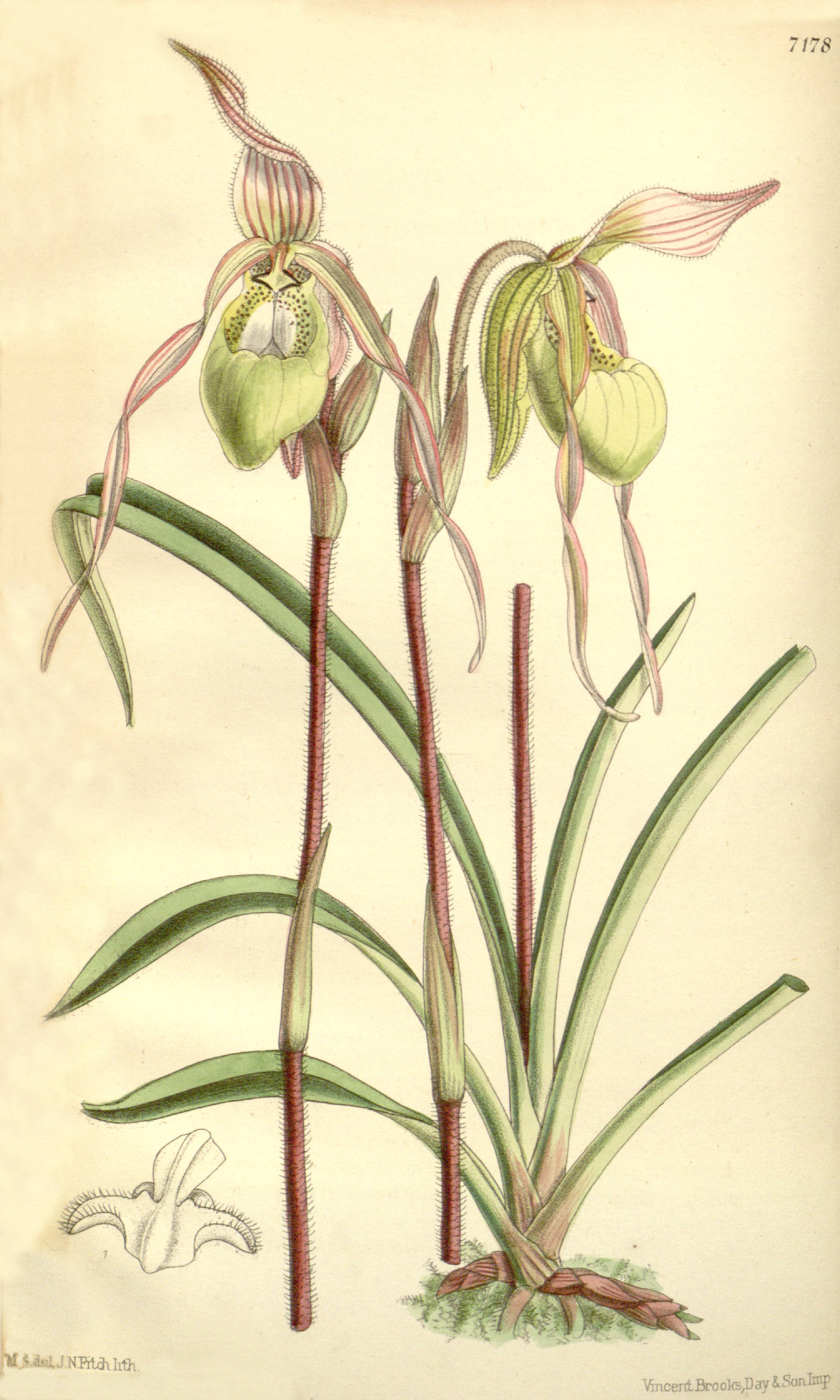
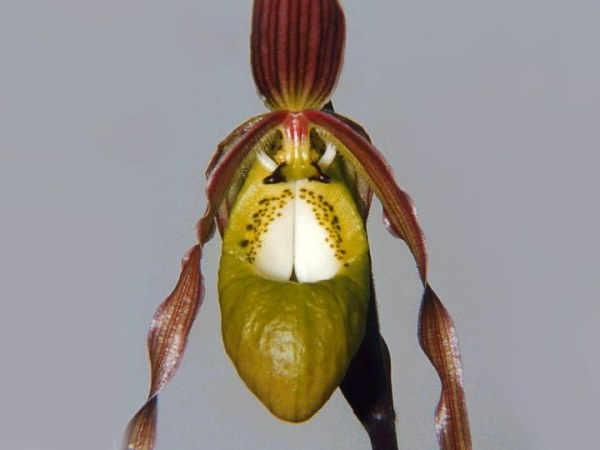
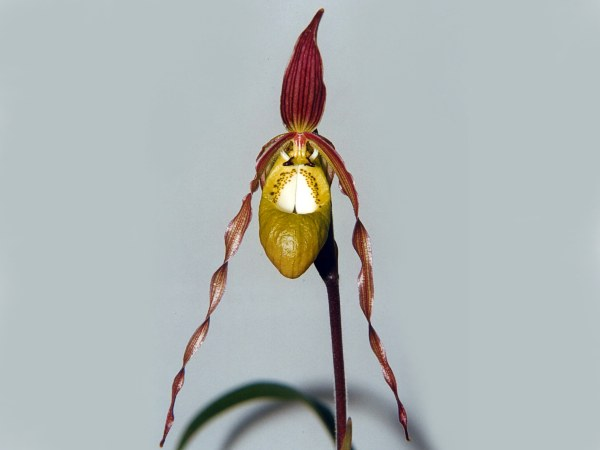